# Lagarto Futebol Clube
El Lagarto Futebol Clube es un equipo de fútbol de Brasil que juega en el Campeonato Brasileño de Serie D, la cuarta división nacional; y en el Campeonato Sergipano, la primera división de estado de Sergipe.

## Historia
Fue fundado el 20 de abril de 2009 en el municipio de Lagarto, Sergipe como equipo de la Serie A2 estatal, en donde tras tres temporadas logra el ascenso al Campeonato Sergipano.
En 2014 participa por primera vez en la Copa de Brasil, su primer torneo nacional gracias al abandono del River Plate por problemas financieros. En esa ocasión fue eliminado en la primera ronda por el Santa Cruz Futebol Clube del estado de Pernambuco. En 2020 vuelve a clasificar a la Copa de Brasil, con la diferencia de que supera la primera ronda eliminando al Volta Redonda Futebol Clube del estado de Río de Janeiro, pero es eliminado en la segunda ronda por el Esporte Clube Vitória del estado de Bahía.
En 2021 es subcampeón estatal, con lo que logra la clasificación a la Copa de Brasil y por primera vez al Campeonato Brasileño de Serie D para la temporada 2022.

## Fútbol Sala
El equipo cuenta también con una sección de fútbol sala, equipo que ganó su primer torneo estatal en 2012 y también ganó el campeonato del Nordeste en ese mismo año.